# Essertines-en-Donzy
Essertines-en-Donzy é uma comuna francesa na região administrativa de Auvérnia-Ródano-Alpes, no departamento de Loire. Estende-se por uma área de 6,97 km². Em 2010 a comuna tinha 504 habitantes (densidade: 72,3 hab./km²).